# Oncostoma olivaceum
El mosquerito piquicurvo sureño (Oncostoma olivaceum), también conocido como pico de gancho oliváceo o piquitorcido oliváceo (en Colombia) o mosquerito sureño, es una especie de ave paseriforme de la familia Tyrannidae, una de las dos pertenecientes al género Oncostoma. Es nativo del oriente de América Central y del noroeste de América del Sur.

## Distribución y hábitat
Se distribuye desde el centro y este de Panamá (por la pendiente caribeña desde el norte de Coclé y por la pendiente del Pacífico desde la zona del Canal) y en el noroeste de Colombia (Chocó al este hasta Magdalena y norte de Cundinamarca).
Esta especie es considerada bastante común en sus hábitats naturales: el sotobosque de bosques de crecimiento secundario y bordes de selvas húmedas hasta los 1000 m de altitud.

## Sistemática

### Descripción original
La especie O. olivaceum fue descrita por primera vez por el ornitólogo estadounidense George Newbold Lawrence en 1862 bajo el nombre científico Todirostrum olivaceum; su localidad tipo es: «Istmo de Panamá».

### Etimología
El nombre genérico masculino «Oncostoma» se compone de las palabras del griego «onkos» que significa ‘peso’, y «stoma, stomatos» que significa ‘boca’; en referencia al pico robusto de las especies del género; y el nombre de la especie «olivaceum» proviene del latín «olivaceus» que significa ‘de color verde oliva’.

### Taxonomía
Algunas veces ha sido considerada conespecífica con Oncostoma cinereigulare, la continuidad de la separación depende de la confirmación de una presunta distribución parapátrica. Se diferencian por el pecho y garganta de color oliva pálido estriado amarillo y no de color gris pálido estriado blanco más contrastante; alas más cortas y el pico algo más largo; pero los cantos son virtualmente idénticos. Es monotípica.